# Enric Puig i Jofra
Enric Puig i Jofra (El Clot, Barcelona, 1945) és un sacerdot i membre de la Companyia de Jesús.
Pedagog, llicenciat en filosofia i lletres i impulsor d'iniciatives cíviques, educatives i pastorals. El 1970 ingressà a la Companyia de Jesús i el 1977 fou ordenat de sacerdot. En els anys seixanta va ser fundador i dinamitzador del Servei de Colònies de Vacances i de l'Escola de l'Esplai de Barcelona, ha participat en la consolidació de la Coordinació Catalana de Colònies, Casals i Clubs d'Esplai i ha fomentat l'associacionisme juvenil des de la Taula de Joves.
Ha estat Director General de Joventut de la Generalitat de Catalunya (1980-1989), secretari general de la Fundació Escola Cristiana de Catalunya, consiliari general de la Fundació Pere Tarrés, i posteriorment director de l'Escola Tècnica Professional del Clot. En el període 1996-2000 fou canceller-secretari del Bisbat de Barcelona, fins que el destituí el Cardenal Ricard Maria Carles i Gordó, provocant una greu crisi institucional. El 2004 va rebre el Premi d'Actuació Cívica de la Fundació Lluís Carulla. També és membre de la Fundació Relleu i patró de la Institució Cultural del CIC i des de 2010 president de la Fundació de l'Institut Químic de Sarrià.
La Generalitat de Catalunya li atorgà la Creu de Sant Jordi el 2014.

## Obres
- Contemplar els fets de cada dia (2014)
- Aprendre a pregar (2009)
- Cent anys de colònies de vacances a Catalunya (1893-1993)
- Senyor, sóc un dels vostres petits : oracions per a infants de 8 a 10 anys (1997)
- Pare del cel (1987)
- Organizar y planificar una colonia de vacaciones (1983)
- Per una Catalunya que no oblidi els joves (1983)